# دیوید فلیکرافت
دیوید فلیکرافت (انگلیسی: David Flitcroft؛ زادهٔ ۱۴ ژانویهٔ ۱۹۷۴) بازیکن فوتبال اهل بریتانیا است.
از باشگاه‌هایی که در آن بازی کرده‌است می‌توان به باشگاه فوتبال پرستون نورث اند، باشگاه فوتبال مکلسفیلد تاون، باشگاه فوتبال بری، باشگاه فوتبال هاید، باشگاه فوتبال لینکولن سیتی، و باشگاه فوتبال روچدیل اشاره کرد.